# 1823 en Italie
Chronologie de l'Italie
- 1819
- 1820
- 1821
- 1822
- 1823
- 1824
- 1825
- 1826
- 1827

## Événements

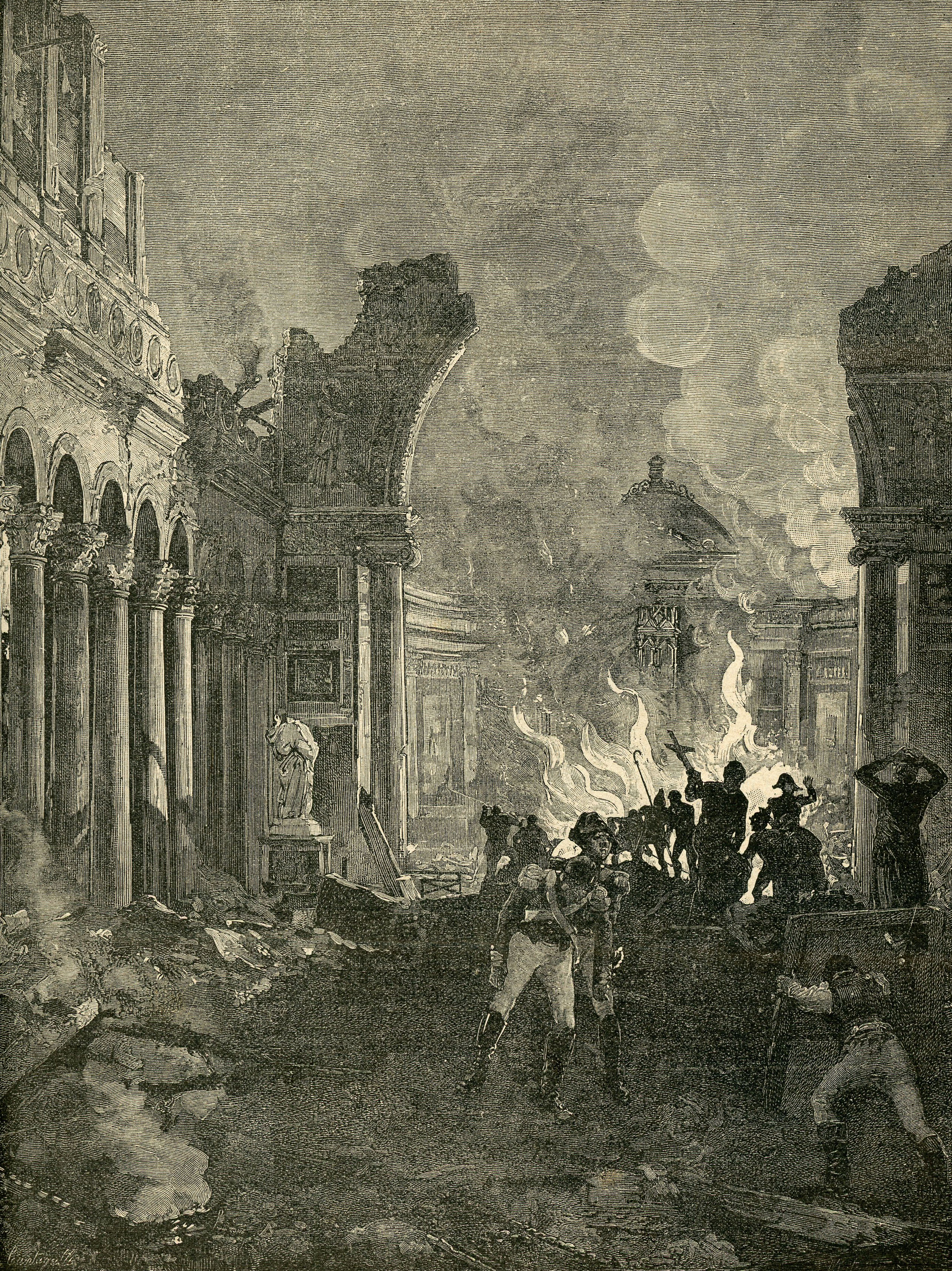
Incendie dans l'église Saint-Paul de Rome.

- 16 juillet : un incendie détruit la majeure partie de la basilique Saint-Paul-hors-les-Murs[1], seuls l'abside, le transept et le cloître ne sont pas endommagés.
- 28 septembre : À l'issue du conclave — réuni au palais du Quirinal — convoqué à la suite du décès du pape Pie VII, le 20 août 1823, le cardinal Annibale Sermattei della Genga devient pape sous le nom de Léon XII[1].

## Culture

### Opéras créés en 1823
- 3 février : Semiramide, (en français,Sémiramis), opéra en deux actes (opera seria) de  Gioachino Rossini, livret de Gaetano Rossi inspiré de la pièce de Voltaire Sémiramis, créé au théâtre La Fenice à Venise[2].
- 6 février : La vestale, opéra en deux actes (opera seria) de Giovanni Pacini, livret de Luigi Romanelli, créé au teatro alla Scala de Milan.
- 2 juillet : Alfredo il grande, opéra en deux actes (opera seria) de Gaetano Donizetti, livret d'Andrea Leone Tottola, créé au Teatro San Carlo de Naples.
- 6 février : création au Teatro del Giglio à Lucques de Temistocle (it), opéra en deux actes (opera seria) de Giovanni Pacini, livret de Pietro Anguillesi d'après le livret de Pietro Metastasio pour l'opéra du même nom d'Antonio Caldara (1736).
- 3 septembre : Il fortunato inganno (en français, L'heureuse tromperie), opéra-bouffe (opera buffa) en deux actes de Gaetano Donizetti, livret d'Andrea Leone Tottola, créé au Teatro Nuovo de Naples.

## Naissance en 1823
- 23 janvier : Giacomo Cattani, archevêque de Ravenne, cardinal créé par le pape Léon XIII, nonce apostolique en Belgique (en) et en Espagne et archevêque titulaire d'Ancyre (de), et secrétaire de la Congrégation du Concile de 1875 à 1879. († 14 février 1887)
- 26 mars : Charles-Félix Biscarra, peintre et critique d'art, connu pour ses peintures d'histoire et ses paysages. († 31 juillet 1894)
- 13 mai : Achille Apolloni, cardinal créé par le pape Léon XIII. († 3 avril 1893)
- 8 juin : 
  - Giuseppe Fiorelli, archéologue et numismate, connu surtout pour ses méthodes de fouilles à Pompéi. († 29 janvier 1896)
  - Angelo Scarsellini, patriote  de l'Unité italienne, l'un des martyrs de Belfiore. († 7 décembre 1852)
- 6 juillet : Vincenzo Petrocelli, peintre, connu notamment pour ses peintures de thèmes historiques, mais aussi ses portraits et ses scènes de genre. († 2 février 1896).
- 1er novembre : Isidoro La Lumia, homme politique et historien, auteur de nombreux ouvrages sur l'histoire de la Sicile. († 28 avril 1879).

## Décès en 1823
- 21 janvier : Gianni Felice, 64 ans, peintre et décorateur d'intérieur, l'un des plus grands représentants du néo-classicisme. (° 15 décembre 1758).
- 20 août : Pie VII (Barnaba Chiaramonti), 81 ans, 251e pape de l'Église catholique. (° 14 août 1742)
- 15 novembre : Luigi Caruso, 69 ans, compositeur d'opéras. (° 25 septembre 1754)
- 3 décembre : Giovanni Battista Belzoni, 45 ans, archéologue, explorateur et égyptologue, considéré comme l'un des pionniers de l'égyptologie. (° 5 novembre 1778)
- 14 décembre : Vincenzo Cuoco, 53 ans, avocat, économiste, écrivain et historien, notamment connu pour son Saggio Storico sulla Rivoluzione Napoletana del 1799 (Essai historique sur la Révolution napolitaine de 1799). (° 1er octobre 1770).